# Point (portal)
Point, este un portal informațional din Moldova, lansat în 2006 de către compania Simpals. Este mare resursă de informare și divertisment de pe Moldnet. Audiența lunară a resursei este de aproximativ 2 milioane utilizatori unici. În medie, 200 de mii de utilizatori din Moldova folosesc zilnic serviciile site-ului. Denumirea Point nu a fost aleasă întâmplător. Noul proiect al companiei Simpals trebuia să adune într-un singur loc cele mai populare servicii de pe Moldnet, simplificând simțitor navigarea online și economisind timpul utilizatorilor.

## Servicii Point.md
Portalul include mai multe secțiuni tematice și servicii:
● Știri cu posibilitatea de a le discuta
Redacția secțiunii de știri, pe lângă agregarea majorității resurselor informaționale de top, lucrează și cu conținut generat de utilizatori. În fiecare zi, în fluxul de știri sunt publicate note scrise la solicitarea cititorilor. În plus, utilizatorii trimit redacției în mod regulat reportaje foto și videoclipuri realizate de ei înșiși.
● Calculator valutar
Un convertor monetar care vă permite să convertiți rapid și cu precizie banii dintr-o monedă în alta la rata curentă, precum și să determinați cu ușurință ce bancă este mai profitabilă pentru a schimba banii. Nu este nevoie să navigați pe site-urile băncilor sau să alergați prin oraș în căutarea celui mai bun curs valutar.
● Vremea în orașele din Moldova
O trăsătură distinctivă a vremii pe Point.md este o diagramă în care utilizatorul poate urmări exact cum s-a schimbat vremea și ce evenimente meteorologice sunt prognozate pentru următoarele 5 zile.
● Program TV
Pe Point.md, puteți vedea programul de emisiuni TV pentru întreaga săptămână sau pentru o anumită zi într-un format convenabil. Programul TV actual pentru toate canalele din Moldova, precum și pentru majoritatea canalelor de televiziune din Rusia, Ucraina și Europa.
● Catalog de site-uri
Point.md a compilat o bază de date a resurselor moldovenești în funcție de orientarea lor tematică. În cadrul fiecărei categorii există subpoziții, datorită cărora puteți găsi rapid resursa tematică dorită.

## Misiune și valori
Misiunea Point.md este de a ajuta oamenii să primească informații în timp util, ceea ce le permite să înțeleagă mai bine lumea și evenimentele care au loc în țară și în străinătate.
Valorile portalului:
- Operativitate: Point.md încearcă să fie prima sursă care raportează despre evenimentele importante care au loc în Moldova și în lume. Portalul economisește timp cititorilor, oferind cele mai importante știri pe o singură platformă.
- Diversitate de opinii: jurnaliștii Point.md informează oamenii despre evenimente din surse de înaltă calitate și de încredere, și nu își exprimă punctul de vedere.
- Simplitate: formatul Point.md presupune titluri laconice, texte scurte, un minim de analize, doar știri — evenimente și fenomene actuale.
- Fără știri false: știrile care apar pe site sunt întotdeauna însoțite de sursa de origine a informațiilor. Dacă știrile sunt scrise de redacție, în mod obligatoriu datele sunt verificate înainte de publicare.
- Point.md este contra discursului de incitare la ură în comentarii: fiecare are dreptul să-și exprime poziția și să dea argumente în comentarii. Dar fără insulte și limbaj obscen. Portalul promovează libertatea de exprimare și respectul reciproc.

## Istorie

#### 2006
- Point.md a început să funcționeze la 1 aprilie 2006. Compania consideră că ziua de naștere a portalului este 20 februarie – data înregistrării domeniului point.md.
- În iulie a fost lansat un program de emisiuni TV din Moldova, România, Rusia, Ucraina și alte țări străine. În total, acesta include mai mult de 100 de canale TV.

#### 2007
- Portalul a lansat primul pager online din Moldova, Point Messenger[1]. Utilizatorii site-ului au obținut șansa de a comunica între ei. Messengerul a integrat posibilitatea de a comunica prin Google Talk, precum și prin notificări de pe 999.md și Forum.md.

### 2008
- A fost lansată o nouă versiune a Point Messenger (ver. 2.0) cu acces instant la mesaje între utilizatorii resurselor populare de pe Moldnet: Forum.md, yes.md, 999.md, Play.md, Point.md, Colegi.md. În plus, Messenger oferea cele mai recente date meteo, ratele de schimb valutar și cele mai actuale știri.

### 2009
- Pe portal a fost adăugată harta dinamică a Moldovei, creată în colaborare cu Întreprinderea de Stat Institutul de Geodezie, Prospecțiuni Tehnice și Cadastru Ingeocad.

### 2010
- Pe hartă au fost adăugate rutele pentru toate tipurile de transport urban, inclusiv troleibuze, autobuze și microbuze[2].

### 2011
- Harta Moldovei a apărut în App Store și a devenit disponibilă pentru proprietarii de iPhone și iPad.
- Point.md a depășit recordul absolut de prezență — pe 15 martie, site-ul a fost vizitat de 54.849 de utilizatori unici, iar publicul care folosește regulat site-ul a depășit cota de 440.000 de persoane.
- A fost lansată o nouă versiune a Point map (ver. 1.03).
- A fost actualizat designul Point.md pentru știri și comentarii. În materialele serviciului de informații a apărut conținut video[3].

### 2012
- Pe Point a apărut un convertor valutar.
- Pe site a apărut secțiunea "Business", destinată știrilor companiilor din Moldova.
- A fost lansat un serviciu meteo actualizat, care colectează date de la propria stație meteorologică și din alte surse majore de date meteorologice[4].
- Simpals unește toate site-urile sale online într-un singur proiect și lansează sistemul unic de autentificare SimpalsID pentru toate site-urile: 999.md, Point.md, play.md, tigan.md, Numbers.md.
- A fost lansat Convertorul valutar mobil Point Money pentru sistemul de operare iOS.

### 2013
- Aplicația mobilă Point Money a fost adaptată pentru sistemul de operare Android.
- Au fost actualizate designul și funcționalitatea Point Map[5].

### 2014
- Point.md a înscris un nou record de prezență — peste 119.533 utilizatori unici pe zi.
- A fost lansată aplicația mobilă Point Map pentru sistemul de operare Android.
- A fost lansat calculatorul valutar Point Money pentru iOS.

### 2015
- A lansat o nouă versiune a Point Map — ver. 2.0.
- A fost lansată aplicația mobilă de știri Point News pentru iOS.
- Pe site a apărut funcția „Comunică o știre”, care permite cititorilor să împărtășească redacției știri interesante.
- În aplicația Point Money pentru iOS a apărut primul widget din Moldova, care afișează cursul Băncii Naționale a Moldovei actualizat la zi pentru principalele valute în raport cu leul.

### 2016
- Cartografii Point Map au adăugat hărțile detaliate ale tuturor centrelor raionale din Moldova.
- A fost lansată navigarea pe hartă.
- A fost lansată aplicația mobilă Point News pentru Android.
- A fost actualizată aplicația mobilă Point Money pentru iOS.

### 2017
- Point.md a înscris un nou record de prezență — 135 832 utilizatori unici pe zi, dintre care circa 80% au fost din Moldova.

### 2018
- Simpals a devenit rezident al primului parc IT din țară[6].
- Point Map a devenit un proiect independent.
- Point.md a fost cel mai vizitat site de știri din Moldova[7]. În ianuarie 2018, 1.240.335 de utilizatori unici au folosit serviciile site-ului.

### 2019
- Aplicația Point News pentru Android și iOS a fost scrisă în React Native, ceea ce a făcut să funcționeze mai repede.

### 2020
- A apărut indicele „Karma” pentru utilizatorii portalului Point.md, ceea ce permite ca reputația comentatorilor să fie influențată.
- Pe Point.md a fost adăugată funcția „Raportează un comentariu”, menită să reducă numărul de comentarii inacceptabile din punctul de vedere al regulilor portalului.
- Este atins un nou record de prezență — 310.812 utilizatori unici.

## Administrare
- Director general — Dmitri Voloșin.
- Director executiv — Roman Știrbu.

## Susținerea unui stil de viață sănătos
În mod constant, Point.md sprijină în calitate de partener maratoanele organizate de Sporter, o organizație publică non-guvernamentală non-profit, care desfășoară evenimente sportive de amploare în Moldova în diverse discipline: alergare, ciclism, înot, triatlon, curse cu obstacole, curse de fond, duatlon, aquatlon etc. Portalul de știri promovează un stil de viață sănătos și susține evenimentele sportive, considerând sportul o parte importantă pentru o viață fericită și sănătoasă a societății.

## Parteneriat
Portalul deseori susține proiectele și evenimentele pentru tineri, desfășurate în Moldova. De exemplu, Point.md a sprijinit în calitate de partener media Fosfor Electro Music Festival, singurul festival de muzică electronică din Moldova, care a avut un număr record de vizitatori la prima sa ediție – 10.000. Point.md a susținut fiecare dintre cele trei ediții ale festivalului, mediatizându-le pe site-ul său web.